# Schefflera morototoni

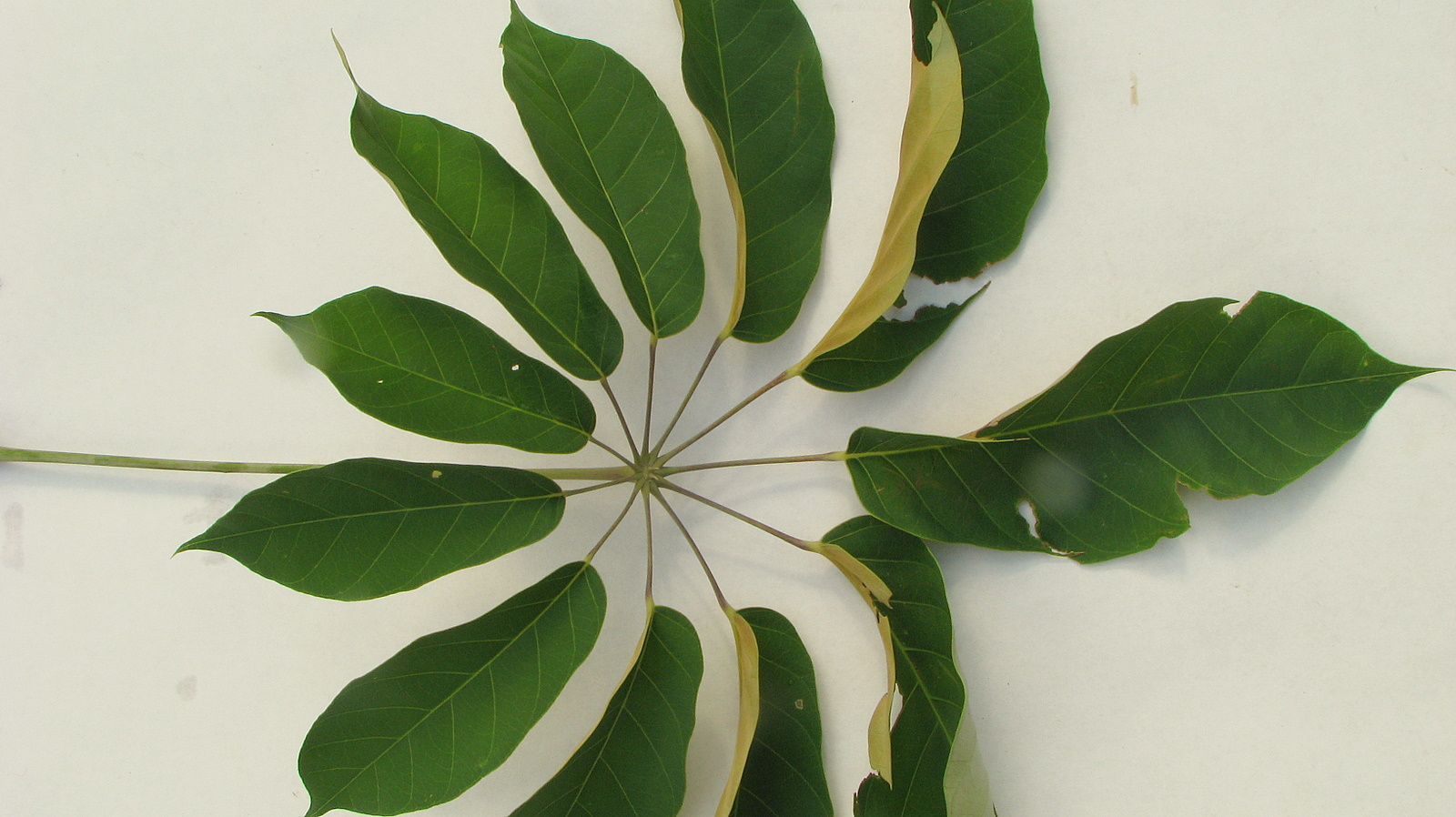
Handförmig zusammengesetztes Blatt

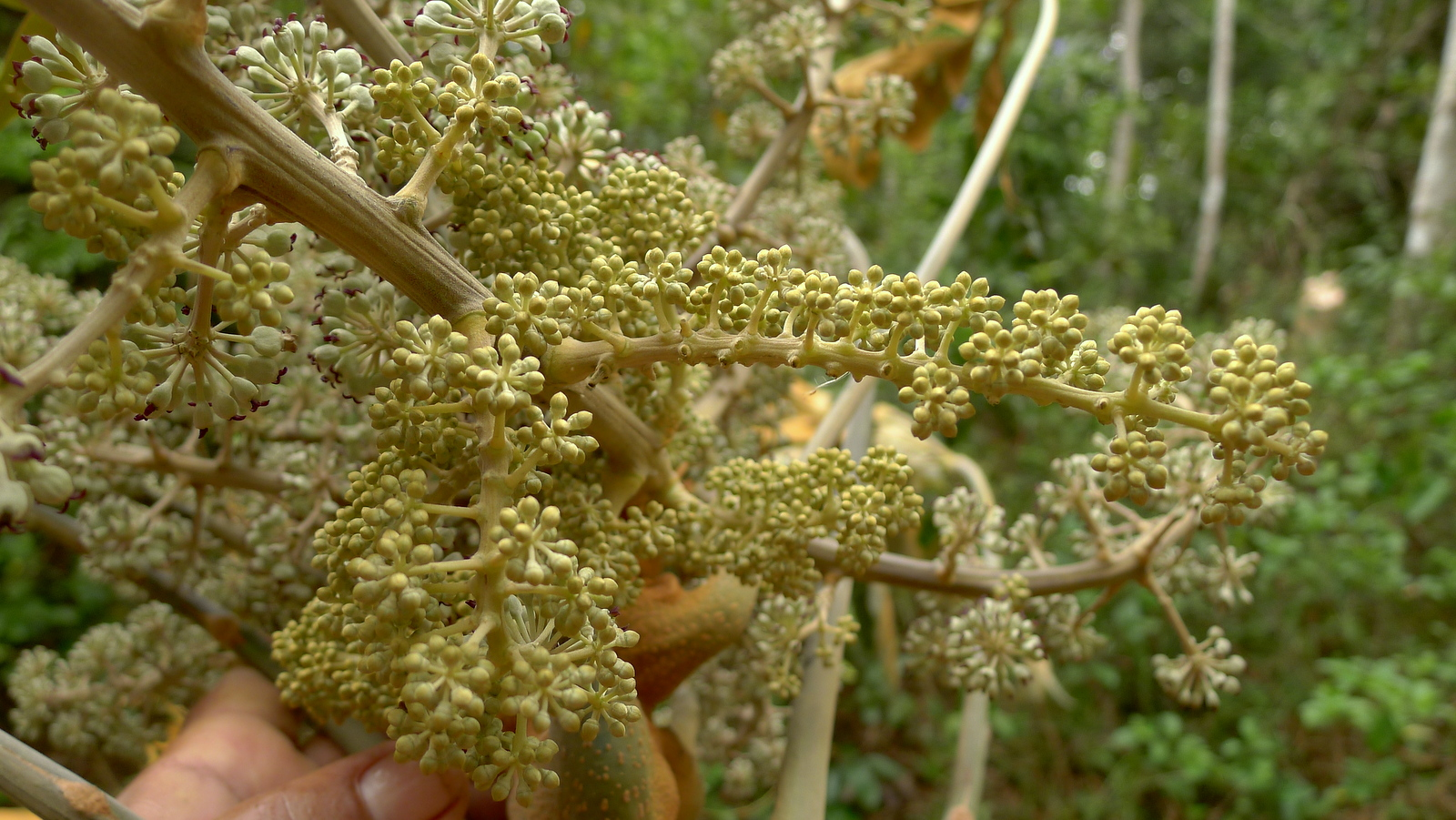
Blütenstand

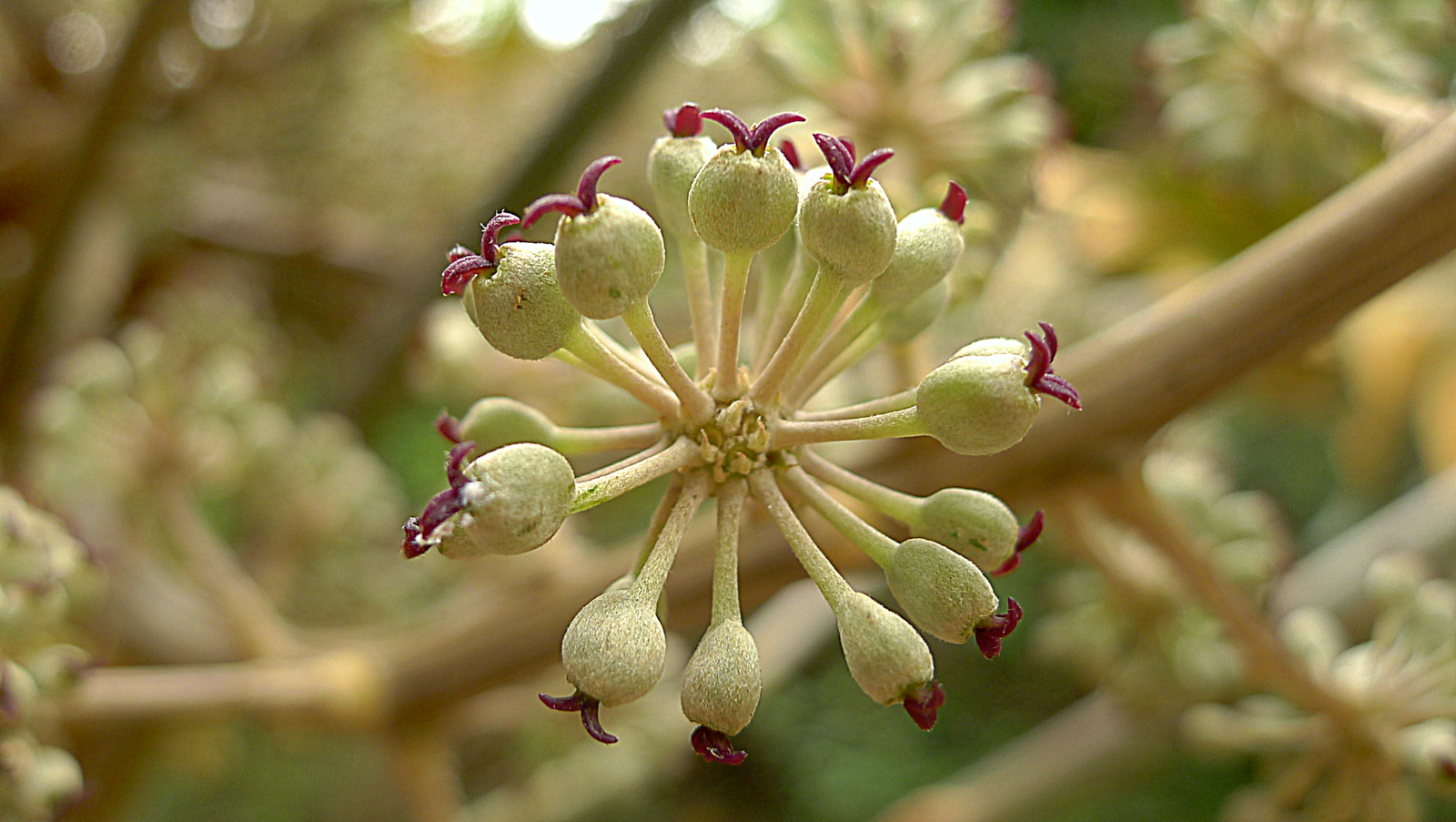
Doldiger Teilblütenstand

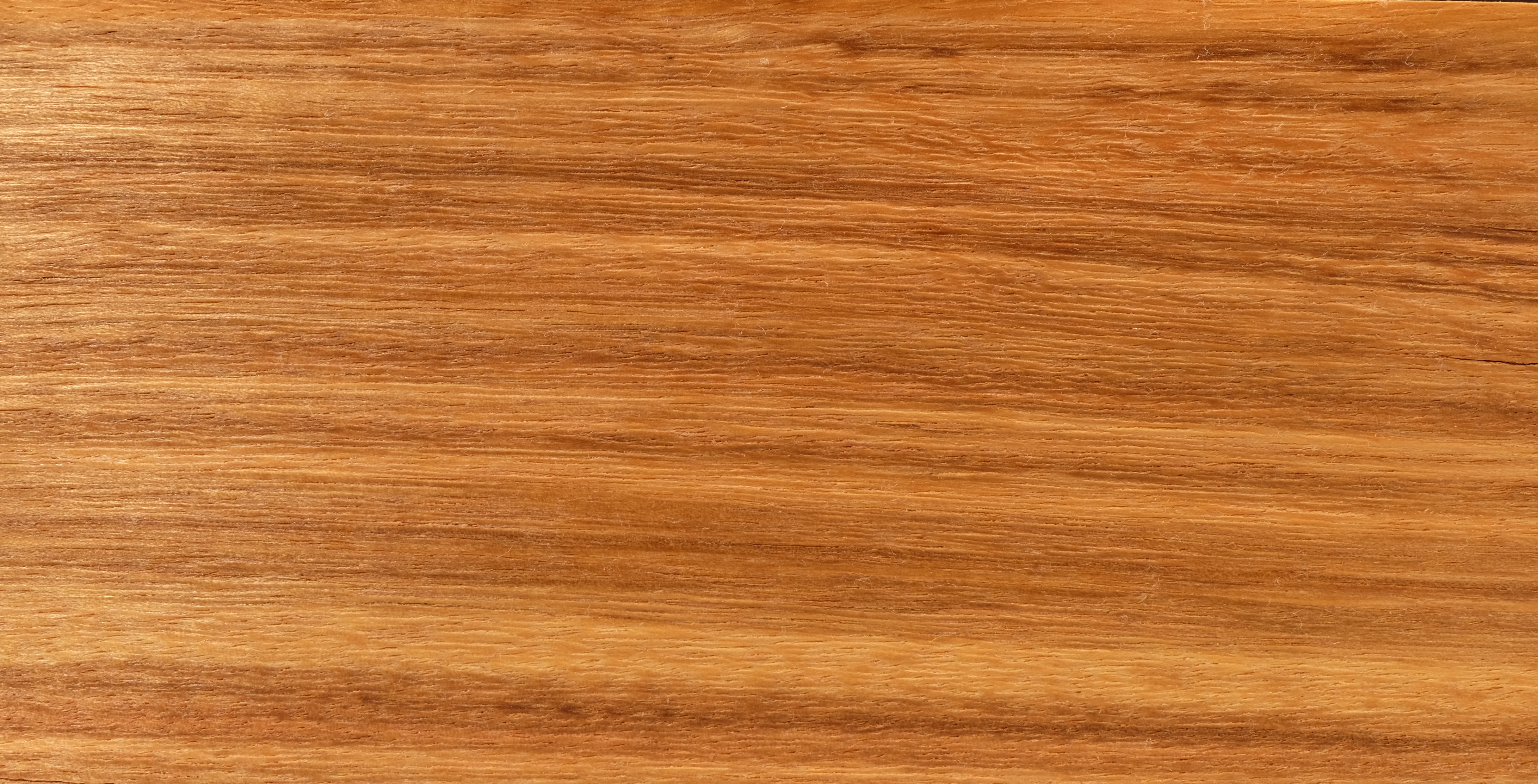
Morototo Furnier

Schefflera morototoni ist ein Baum in der Familie der Araliengewächse. Er kommt im mittleren bis nördlichen Südamerika, in Mittelamerika bis Mexiko und in der Karibik vor.

## Beschreibung

### Vegetative Merkmale
Schefflera morototoni wächst als schnellwüchsiger, nur an der Spitze verzweigter und immergrüner Baum, mit oft relativ kleiner, schmaler Krone, bis 20–30 Meter hoch. Der Stammdurchmesser erreicht 40–70 Zentimeter. Die Borke ist gräulich bis rötlichbraun und relativ glatt und rissig bis rau und leicht schuppig.
Die wechselständigen, schraubigen und sehr langstieligen, leicht ledrigen Laubblätter an den Zweigenden sind zusammengesetzt handförmig mit 7–12 Blättchen. Der lange, steife, dicke und kahle Blattstiel ist an der Basis verbreitert, mit einer Blattscheide (verwachsene Nebenblätter) und einem Blatthäutchen und er ist bis zu 60–100 Zentimeter lang. Die ganzrandigen Blättchen sind gestielt und verkehrt-eiförmig oder eiförmig bis länglich, an der Spitze sind sie spitz bis bespitzt oder geschwänzt. Die Blättchenstiele sind 3–14 Zentimeter lang und die Blättchen 8–45 Zentimeter. Die Blättchen sind oberseits dunkelgrün, kahl und unterseits kurz, dicht gelblich bis rostig und weich, samtig behaart. Der Blattrand ist oft wellig und die Blättchenbasis ist leicht herzförmig bis abgerundet.

### Generative Merkmale
Schefflera morototoni ist andromonözisch, also männliche und zwittrige Blüten sind auf einem Individuum zu finden.
Es werden endständige und kurz weichhaarige, zusammengesetzte, lange Rispen mit traubigen Seitenachsen gebildet. Die zwittrigen oder funktionell männlichen, fünfzähligen und gestielten, kleinen Blüten mit doppelter Blütenhülle sind in gestielten, doldigen Gruppen angeordnet. Der Blütenstiel und der Blütenbecher sind behaart. Der Kelch ist klein mit minimalen Spitzen, die kleinen, klappigen Petalen sind gelblich-weiß und die kurzen 5 Staubblätter sind fast sitzend. Der Fruchtknoten ist unterständig mit zwei Griffeln mit aufrechten bis später ausgebogenen, roten und zungenförmigen Narbenästen.
Es werden kleine, seitlich abgeflachte, weiß-bläulich „bereifte“, leicht behaarte und meist zweisamige (bis drei), dunkelbraune bis -violette, ledrige Steinfrüchte mit Kelch- und Narbenresten an der Spitze gebildet. Sie sind etwa 5–6 Millimeter lang und 7–10 Millimeter breit. Die flachen, gelblich-beigen Samen sind halbkreisförmig und etwa 5 Millimeter groß.

## Taxonomie
Die Erstbeschreibung des Basionyms Panax morototoni erfolgte 1775 durch Jean Baptiste Christophe Fusée Aublet in  Hist. Pl. Guiane 2: 949. Die Umteilung in die Gattung Schefflera zu Schefflera morotoni erfolgte 1984 durch Bassett Maguire, Julian Alfred Steyermark und David Gamman Frodin in Mem. New York Bot. Gard. 38: 51.
Es sind noch einige weitere Synonyme bekannt wie Aralia micans Willd. ex Schult., Didymopanax morototoni (Aubl.) Decne. & Planch., Oreopanax morototoni (Aubl.) Pittier, Sciodaphyllum paniculatum Britton oder Panax splendens Kunth sowie Schefflera splendens (Kunth) Frodin ex Lindeman u. a.

## Verwendung
Das Holz ist relativ leicht, weich und nicht beständig, es ist bekannt als Morototo oder Matchwood. Es wird für Furnierarbeiten und zur Herstellung von Streichhölzern genutzt.